# جیرارد (کانزاس)
جیرارد (به انگلیسی: Girard) شهری در ایالت کانزاس کشور ایالات متحده آمریکا است که جمعیت آن در سرشماری سال ۲۰۱۰ میلادی، ۲٬۷۸۹ نفر بوده‌است.